# Félix Vazemmes
Félix Vazemmes (de son vrai nom Moïse Charles Del), est un écrivain et érudit lorrain né le 8 mars 1914 et mort le 9 novembre 2001.

## Éléments de biographie
Moïse Charles Del naît le 8 mars 1914 dans une famille d'ouvriers de la Verrerie de Portieux. Après des études non terminées, il est correspondant de plusieurs journaux régionaux et enseignant dans des établissements privés. Cet autodidacte s'intéresse particulièrement au peintre Claude Gellée, en œuvrant pour la restauration de la maison natale du peintre à Chamagne. Il est aussi à l'origine de l'association « Mémoire de Barrès » à Charmes.
Auteur d'études régionales, il écrit aussi des pièces radiophoniques diffusées sur Radio Lorraine-Champagne.
De 1974 à 2001, il collabore à la Revue Lorraine Populaire pour près de quatre-vingt articles. À son décès le 9 novembre 2001, à l'hôpital de Golbey, il laisse de nombreux écrits inédits.

## Œuvres

### Monographies
- Les venelles éclairées, années 1928 à 1934 / Del Moïse, 1934, 26 p.
- Sans rime ni raison, poèmes, préf. de Maurice Rostand, illustrations de Daniel Stephann, impr. de C. Hentz, Metz, 1953.
- Digressions sur la vie et l'œuvre de Claude Lorrain, Impr. Star, Saint-Nicolas-de-Port, 1976, 18 p.
- L'Histoire de Vincey, cartographie, dessins, mise en page des illustrations Raymond Henry, Epinal, éd. du Sapin d'or, 1982, 446 p.
- Graveurs et illustrateurs de Lorraine, préf. de Jean-Marie Cuny, Éd. Jean-Marie Cuny, Nancy, 1986, 244 p.
- L'amour des animaux : histoires vécues, de Félix Vazemmes et de La Babette (Colette Ricard), Gripport, C. Ricard, 1995, 48 p.

### Pièces radiophoniques
- L'Enfer vert
- Bonsoir, Monsieur le baron
- Le Revenant au tourniquet
- Claudio fecit

## Sources
- Nécrologie, Félix Vazemmes, Pays Lorrain, 83, 2002, p. 86
- Michel Caffier, Dictionnaire des littératures de Lorraine, vol. 2, Metz, Serpenoise, 2003, p. 1004
- Nécrologie, Félix Vazemmes, Revue Lorraine Populaire, 163, décembre 2001, p. 4